# Marie Catier

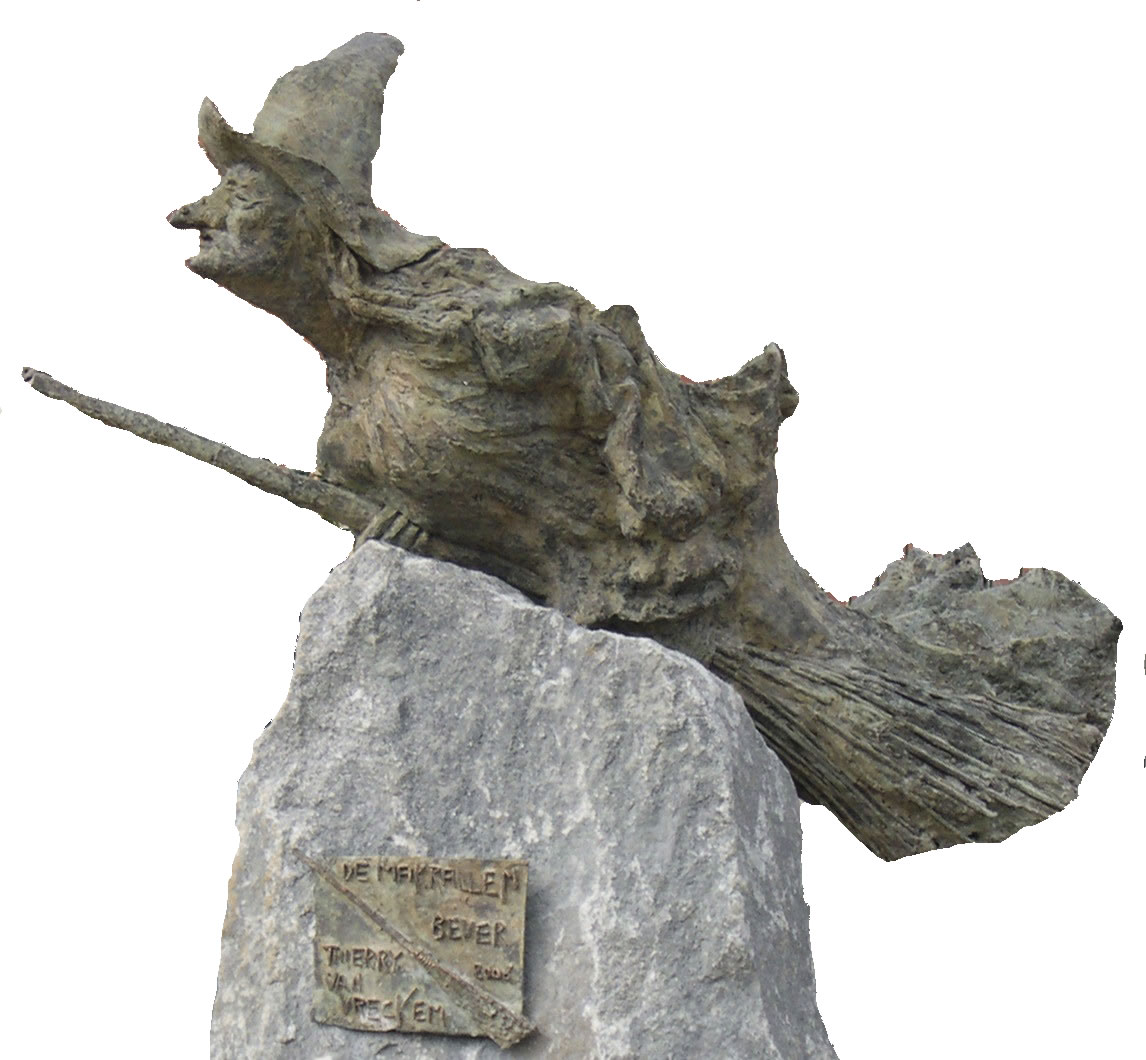
Statue de Marie Catier.

Marie Catier est le nom donné à une figure historique de la commune belge de Biévène. 
Elle est jugée pour sorcellerie en 1595 et exécutée.

## La statue de la sorcière «Marieke Catier»
La statue de la sorcière est une réalisation commandée par le conseil municipal de Biévène et le groupe folklorique de Makrallen . 
Six artistes régionaux ont participé à un concours public. La sculpture a été conçue et exécutée par Thierry Van Vreckem, un habitant de Biévène. 
La statue en bronze se dresse sur un rocher de porphyre offert par les carrières de la commune wallonne voisine de Lessines. La pierre fait référence aux nombreux castors qui étaient traditionnellement employés dans les carrières.
La statue a été inaugurée le 21 mai 2006.

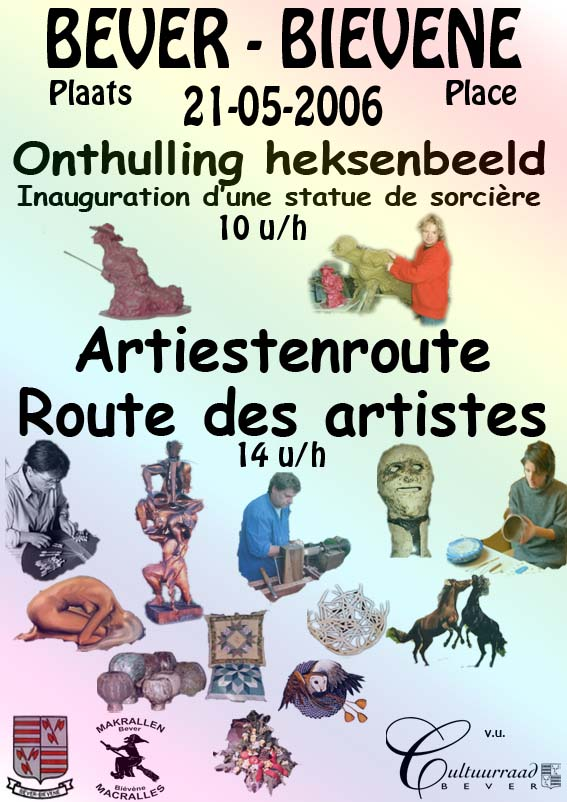
Source: Collectie Erfgoed Bever (Werner Godfroid).
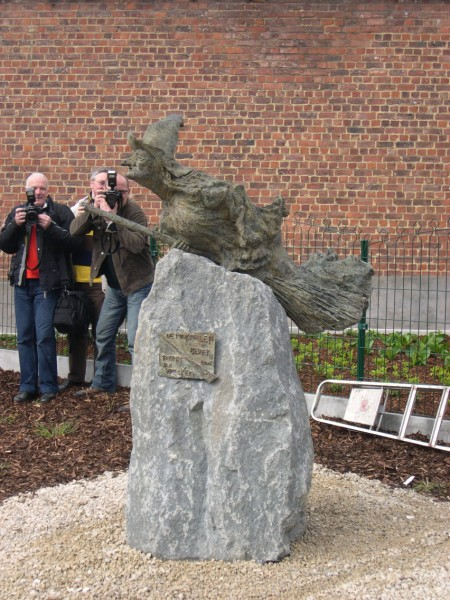
Inauguration (Photo: Werner Godfroid, collection "Erfgoed Bever")

### Sorcière sans nom
Dans les archives, « Marie Catier » n'est connue et décrite que comme l'épouse de Sébastien Catier. Le nom de Marie Catier a été inventé par l'association folklorique Makrallen et donné à ce personnage historique en hommage.